# Carlos Fierro
Carlos Eduardo Fierro Guerrero, detto El Niño Polla (Los Mochis, 24 luglio 1994), è un calciatore messicano, attaccante del Leones Negros UdeG.
Ha iniziato la sua carriera professionale con il Chivas Guadalajara in Messico e ha anche giocato in prestito in diverse squadre, tra cui il Querétaro FC e il Cruz Azul. Ha rappresentato il Messico in varie categorie giovanili, partecipando anche alla Coppa del Mondo FIFA Under-17 nel 2011, dove il Messico ha vinto il torneo. 

## Caratteristiche tecniche
È soprannominato El Niño Polla dai suoi primi anni di attività. È un esterno di attacco molto rapido e brevilineo,capace di calciare la palla con una buona potenza dalla media distanza, inoltre è in grado di tirare bene con entrambi i piedi, è capace di segnare usando pure il colpo di testa. All'occorrenza può giocare anche da prima punta.

## Carriera

### Club

#### Guadalajara e Querétaro
Inizia nel 2011 la sua carriera da calciatore professionista con il Guadalajara debuttando il 21 agosto nel match vinto contro il Monterrey per 2-1 dove Fierro entra in campo nel secondo tempo. Il suo primo lo segna nella Coppa Libertadores con la rete del 1-0 nell'unica vittoria nel torneo, ai danni del Defensor Sporting. Nel 2016 viene ceduto in prestito al Querétaro, il suo primo gol lo segna battendo per 3-0 il Dorados, il 20 ottobre 2016 è autore di una doppietta sconfiggendo per 3-1 il Cruz Azul. Torna poi a giocare con il Guadalajara, segna un gol battendo per 1-0 il Venados, un'altra rete la mette a segno sconfiggendo per 3-1 l'Atlante. Nel 2017 segna una rete sia contro il Pachuca che contro il Club Tijuana vincendo entrambi i match per 3-1, un altro gol riesce a segnarlo sconfiggendo il León per 2-0.

#### Cruz Azul e Monarcas Morelia
Debutta con il Cruz Azul il 7 gennaio 2018, in un pareggio a reti bianche contro il Club Tijuana, segna una sola rete con la squadra, nella sconfitta per 2-1 contro l'Atlas. Successivamente gioca con il Monarcas Morelia, la sua una rete la segna battendo per 1-0 il Correcaminos UAT.

#### S.J. Earthquakes e Juárez
Nel 2019 gioca nella MLS con il club del S.J. Earthquakes, è nel 2020 che inizia a segnare le sue prime reti, perdendo per 6-1 contro il Portland Timbers e per 2-1 contro il Vancouver. Il 30 ottobre 2021 segna il suo ultimo gol per la squadra sconfiggendo per 4-3 il Real Salt Lake. Torna a giocare in Messico nel 2022, per il club del Juárez, in questo periodo ha segnato un solo gol, nel pareggio per 2-2 contro il Club Puebla.

#### Leones Negros UdeG
A partire dal 2023 inizia a giocare nella Liga de Expansión MX con la squadra del Leones Negros UdeG, segna il suo primo gol vincendo per 2-1 contro il Tlaxcala.

### Nazionale
Nel 2011 ha partecipato, con l'Under-17, alla vittoria del campionato mondiale di calcio Under-17nella prima partita il Messico batte per 3-1 la Corea del Nord e Fierro è autore di una rete, un altro gol lo segna sconfiggendo per 3-2 i Paesi Bassi, agli ottavi di finale realizza una rete sconfiggendo Panama per 2-0 inoltre ai quarti di finale segna il gol del 2-1 eliminando la Francia, nella finale vinta per 2-0 contro l'Uruguay Fierro passa la palla al suo compagno Antonio Briseño permettendo a quest'ultimo di aprire le marcature. I 4 gol che ha segnato gli hanno permesso di vincere il Pallone di bronzo.

## Palmarès

### Club

#### Competizioni nazionali
- Coppa del Messico: 1

Querétaro: Apertura 2016

### Nazionale
- Campionato mondiale Under-17: 1

2011

### Individuale
- Pallone di bronzo nel Campionato mondiale di calcio Under-17: 1

2011